# Овезов, Батыр Балышевич
Баты́р Балы́шевич Ове́зов (9 марта 1939 — 16 июня 2007, Москва) — доктор технических наук, профессор, заслуженный деятель науки и техники Туркменистана, академик, член-корреспондент Академии наук Туркменистана, академик Международной Академии Компьютерных Наук и Систем, академик Международной Академии Информатизации.

## Биография
Родился 9 марта 1939 года в Ташаузе (Туркменская ССР) в семье Балыша Овезовича Овезова — бывшего первого секретаря ЦК КПТ (16(29).12.1915 — 13.10.1975).
В 1962 году окончил МВТУ им. Баумана, факультет «Приборостроение», а в 1970 году — аспирантуру при Центральном НИИ комплексной автоматизации, Москва, кандидат технических наук, АСУ. Диплом доктора технических наук, выданный ВАК СССР в 1992 году, профессор по кафедре «Вычислительная техника» с 1992 года. Автор более 200 печатных научных работ, в том числе 6 монографий.
После окончания аспирантуры жил и работал в Москве, затем был приглашён в Туркменистан на должность начальника отдела науки и техники Госплана ТССР. В 1990 году стал ректором Туркменского политехнического института, где основал факультет технической кибернетики и кафедры компьютерных технологий и систем, создал компьютерный вариант и программное обеспечение нового туркменского алфавита на латинице. Под его руководством было выпущено много молодых дипломированных специалистов. Впоследствии был назначен 1-м заместителем министра высшего образования Туркменистана и избран депутатом Верховного Совета и Меджлиса Туркменистана.
Был одним из разработчиков многоцелевой программы компьютерного воспитания молодёжи Туркменистана, внедрял компьютерные технологии в вузах и других образовательных учреждениях Туркменистана. Также занимался разработкой автоматизированных систем управления в нефтеперерабатывающей промышленности, созданием автоматизированных информационно-управляющих систем на республиканском уровне. Разрабатывал учебные курсы в области информационных технологий.
В 2001—2005 работал в рамках Федеральной целевой программой «Развитие единой образовательной информационной среды» РФ, в разделе «Научно-исследовательские работы по основным направлениям информатизации образования».
Награждён медалью «Гайрат» («Мужество»). Унаследовал от отца порядочность, развитое мышление, уважение к людям, принципиальность и независимость суждений. Пользовался авторитетом и поддержкой среди учёных.
Имел интернациональную семью (жена — русская, москвичка), троих детей.
Скончался 16 июня 2007 года в Москве. Похоронен на Хованском кладбище.

## Карьера
После окончания аспирантуры до 1978 работал в НИИ Минприбора СССР (Москва).
1978—1982 — начальник отдела науки и техники Госплана ТССР.
1982—1984 — проректор Туркменского института народного хозяйства в Ашхабаде.
С 1984 года — первый зам. министра высшего образования ТССР.
С 1988 года — ректор Туркменского государственного педагогического института в г. Туркменабат (ныне Чарджоу).
1990 — ректор Туркменского политехнического института (Ашхабад).
1990—1992 депутат Верховного Совета ТССР.
В 1994 году был назначен заместителем председателя Кабинета министров по науке, образованию и медицине, но вскоре подал заявление об отставке и был назначен директором института математики и компьютерных технологий Академии наук Туркменистана и заведующим кафедрой компьютерных технологий и систем Туркменского политехнического института. Несмотря на целенаправленную борьбу Ниязова с наукой и выживание специалистов, до последнего пытался содействовать развитию и восстановлению науки в Туркменистане.
В 2001 году, из-за преследований со стороны «башистского» режима, был вынужден эмигрировать в Москву, где продолжил заниматься наукой в системе Министерства образования и науки России.
2001—2004 — зам. директора Государственного НИИ информационных технологий и телекоммуникаций «Информика».
С 2004 года — зам. директора ФГНУ «Государственный научно-исследовательский институт информационных образовательных технологий» (ФГНУ «Госинформобр»), г. Москва.

## Список некоторых научных трудов
1. Овезов Б. Б., Кулагин В. П., Найханов В. В., Роберт И. В., Кольцова Г. В., Юрасов В. Г., Информационные технологии в образовании. Москва: Производственно-издательский комбинат ВИНИТИ 2004. — 245 с
2. Овезов Б. Б. Обучающие программы на C++ (монография). Ашхабад: ИП «ГАРЛАВАЧ» 1994. — 135 с
3. Овезов Б. Б. Работы на персональном компьютере (монография). Ашхабад: Академия наук Туркменистана 1993.
4. Овезов Б. Б., Бирман А. И., Ыльясов А. И. Исследование каскадной САР. с ил. 20 см . Ашхабад: ТуркменНИИНТИ 1992. — 43 с
5. Овезов Б. Б., Бирман А. И., Ыльясов А. И. Автоматические регуляторы и их настройка. ил. 20 см . Ашхабад: ТуркменНИИНТИ, 1992. — 91 с
6. Карагодова Е. А., Овезов Б. Б. Автоматизированные системы управления. с. ил. 22 см . Ашхабад: Магарыф, 1991. — 189 с
7. Овезов Б. Б. Рабочий справочник пользователя IBM PC. 20 см Ашхабад: ТуркменНИИНТИ, 1991. — 41 с
8. Овезов Б. Б. Основы программирования а Фортране IV (на туркм. языке). Ашхабад: Миннаробр. ТССР, 1991.
9. Овезов Б. Б. Основы программирования и расчета на ЭВМ «Искра-226»: [Учеб. пособие для экон. и техн. вузов]. 20 см . Ашхабад: Минвуз ТССР, 1988.
10. Овезов Б. Б., Подлазов В. С., Алкапов П. Я. Повышение надежности передачи информации в локальных вычислительных сетях: Обзор. информ. ил. 20 см . Ашхабад: ТуркменНИИНТИ 1988. — 51 с
11. Овезов Б. Б. Программирование и расчет на микрокалькуляторах: [Учеб. пособие для сред. спец. учеб. заведений]. с ил. 22 см . Ашхабад: Магарыф, 1988. — 54 с
12. Овезов Б. Б., Аннагельдыев А., Бердымурадов Д. Автоматизация управления информационными процессами: (Опыт разраб. и внедрения). Отв. ред. Перенглиев А. Б., с. ил. 20 см . Ашхабад: Ылым, 1981. — 120 с
13. Овезов Б. Б. Опыт разработки и внедрения отраслевой автоматизированной системы НТИ. Унификация математического обеспечения. 20 см . Ашхабад: ТуркменНИИНТИ, 1981. — 74 с.
14. Овезов Б. Б. Автоматизированное управление качеством продуктов ректификации нефти. Ашхабад: Ылым, 1980. — 140 с.
15. Овезов Б. Б. Help Accembly (Программирование на Ассемблере для Intel 8088), в 4-х частях. Ашхабад
16. Овезов Б. Б. Рабочий проект АСНТИ ТССР. Ашхабад, НИИНТИиТЭИ Госплана ТССР, 1979.

## Изобретения, инновации
1. Способ создания компьютерного варианта национального алфавита. Туркменпатент. Ашхабад, 1994. Патент № 1
2. Программа конвертации текстов с туркменского (кириллица) на новый туркменский (латиница) алфавит. Туркменпатент. Авторское свидетельство ТМР 940001, 1994.
3. Драйвер для совместной работы на турецком и новом туркменском алфавитах. Туркменпатент. Авторское свидетельство ТМР 940002, 1994.
4. Драйвер нового туркменского алфавита для персональных компьютеров. Туркменпатент. Авторское свидетельство ТМР 940003, 1994.
5. Шрифты для нового туркменского алфавита для работы в среде Windows. Туркменпатент. Авторское свидетельство ТМР 940004, 1994.
6. Пакет программ защиты от несанкционированного доступа к компьютерам. Туркменпатент. Авторское свидетельство ТМР 94, 1996.
7. Таблица ASCII-кодов (PC TM1) под новый туркменский алфавит. Туркменпатент. Авторское свидетельство ТМР 94, 1996.
8. Способ создания простого справочника на компьютере. Туркменпатент. Авторское свидетельство ТМР 94, 1996.
9. Устройство контроля гололёдообразования и обнаружения «пляски» проводов воздушных линий электропередачи. Туркменпатент. Авторское свидетельство ТМР 94, 1996.
10. Программа сортировки символьной информации под новый туркменский алфавит. Туркменпатент. Авторское свидетельство ТМР 94, 1996.